# Ecclefechan
Ecclefechan är en ort i kommunen Dumfries and Galloway i sydvästra Skottland. Ecclefechan ligger 49 meter över havet och antalet invånare är 705.
Runt Ecclefechan är det glesbefolkat, med 18 invånare per kvadratkilometer. Närmaste större samhälle är Annan, 7,9 km söder om Ecclefechan. Trakten runt Ecclefechan består i huvudsak av gräsmarker.
Orten är känd för att historikern och författaren Thomas Carlyles föddes och begravdes här. Huset han bodde i, "The Arched House", är sedan 1936 idag en turistattraktion i National Trust for Scotlands regi.